# Великокаліберний кулемет

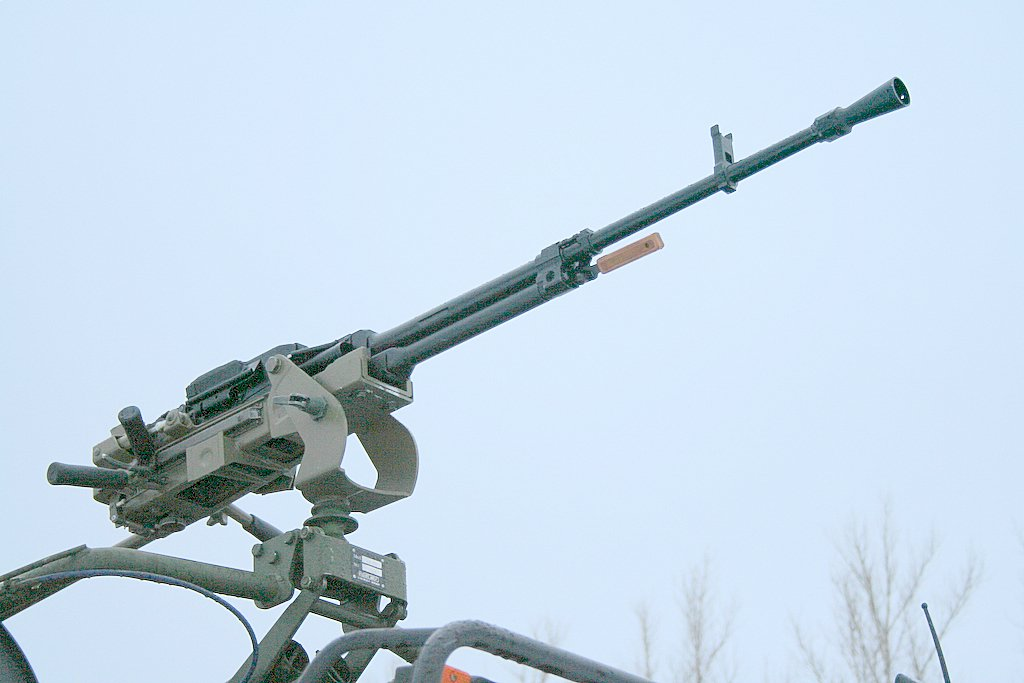
Великокаліберний кулемет НСВТ

Великокалі́берний кулеме́т — кулемет калібру 8—15 мм, призначений для боротьби з легкоброньованими наземними цілями (бронетранспортерами), вогневими точками і цілями, які перебувають за невеликими укриттями, на дальності до 1000 м, а також для ведення вогню по скупченнях піхоти та транспорту на дальності до 1500 м і по повітряних цілях, що летять на висоті до 1500 м.

## Опис

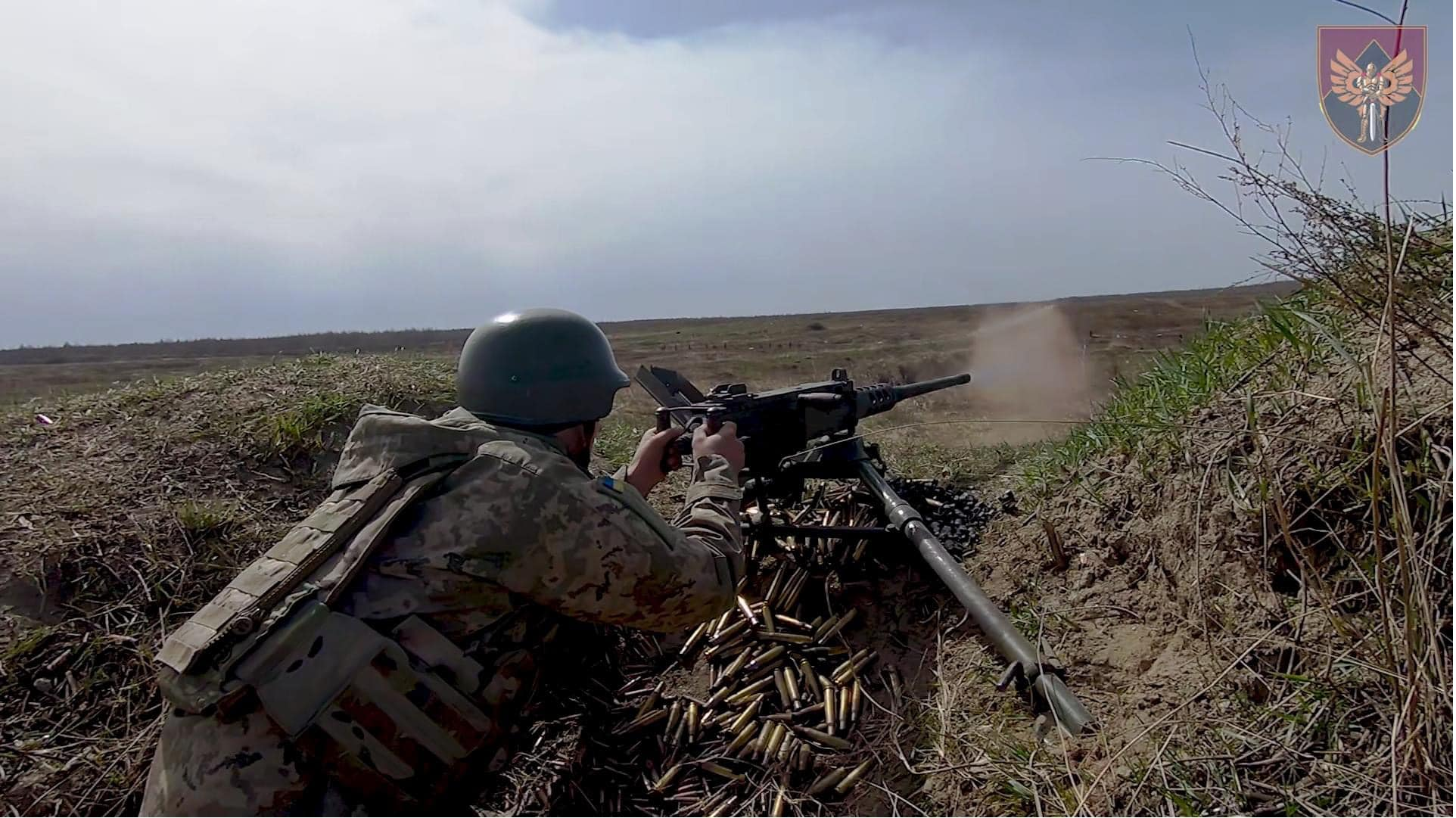
Стрільба з кулемета Browning M2

Сучасний великокаліберний кулемет, який має калібр 12,7-мм, дозволяє мати в боєкомплекті потужний набій з бронебійними, бронебійно-запалювальними та іншими кулями. Це забезпечує ураження наземних цілей з товщиною броні 15—20 мм на дальностях до 800 м, а вогневих засобів, живої сили і повітряних цілей — до 2000 м. Бойова скорострільність великокаліберних кулеметів при стрільбі по наземних цілях може складати до 100 пострілів на хвилину чергами.
Великокаліберні кулемети суттєво доповнюють систему вогню у всіх видах бою. Зенітні великокаліберні кулемети знайшли широке застосування як засіб протиповітряної оборони підрозділів. Для тих же цілей такі кулемети встановлюються на танки, бронетранспортери, бойові машини піхоти. Таким чином, великокаліберні кулемети — це найпотужніший тип стрілецької зброї для ураження наземних і повітряних цілей, але при тому і найменш рухливий. Проте, інтерес до них не знижується. Це пов'язано з дальністю стрільби великокаліберних кулеметів, що дозволяє вести боротьбу з важливими цілями (снайпери, кулеметники в укритті, розрахунки вогневих засобів) і засобами повітряного нападу.
Рухливість великокаліберних кулеметів обмежена їх значною масою і розмірами. Кулемети ставляться на універсальні або спеціальні (наземні або зенітні) польові станки. З універсальним верстатом маса кулеметів може становити 140—160 кг, з легким наземним — 40-55 кг. Але поява значно полегшених великокаліберних кулеметів — російські НСВ-12,7 і «КОРД», сінгапурський CIS 50MG — наблизило їх рухливість і можливості маскування до єдиних кулеметів на верстаті. Варто зауважити, що вже не перший рік здійснюються й інші спроби — заміни великокаліберних кулеметів легкими автоматичними гарматами калібру 20—30 мм. Проте розробка досить легких (з урахуванням ваги самої зброї, установки і боєкомплекту) і мобільних зразків викликає серйозні труднощі. Поки такі гармати знайшли собі застосування як озброєння легких армійських автомобілів, легких вертольотів.

Перші великокаліберні кулемети з'явилися наприкінці Першої світової війни як потужний протитанковий засіб. У 1918 в німецький імперській армії з'явився 13,35-мм великокаліберний кулемет MG 18 TuF, потім у 1921 р.  американській (12,7-мм Браунінга M1921), у 1929 р. французькій (13,2-мм Гочкіса M1929), у 1932 р.  британській (12,7-мм Віккерса) та інших арміях. Але, незабаром з'ясувалося, що новий клас зброї має воістину універсальні властивості. Крім бронетехніки, він був здатний боротися з літаками, встановлення його на танках і бронемашинах різко підвищував їх вогневі можливості, а в піхотному варіанті його кинджальний вогонь, без перебільшення був убивчим.

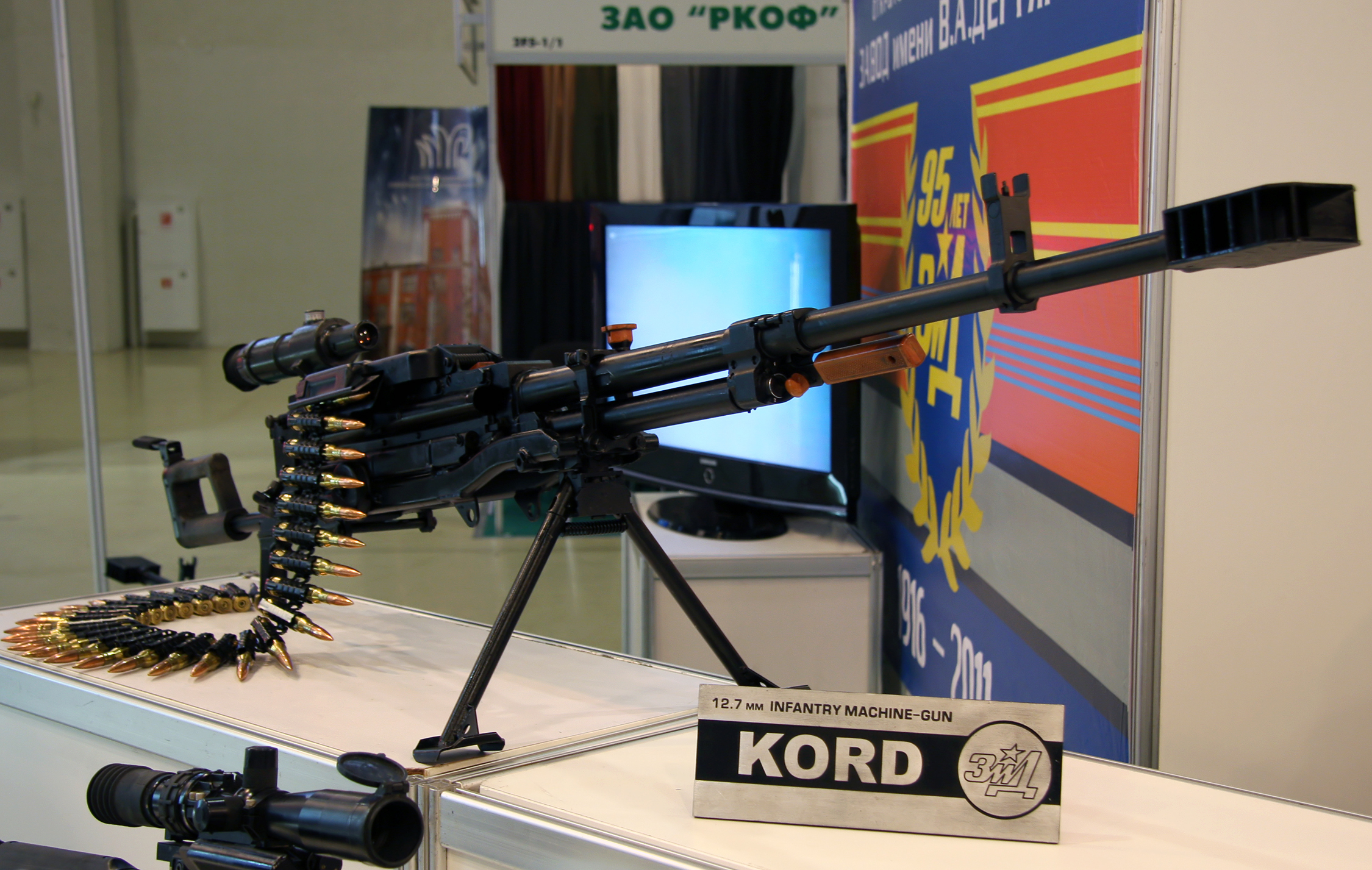
12,7-мм кулемет «Корд» (Росія) на виставці зброї Інтерполитех-2011

Конструювання великокаліберних кулеметів було і залишається долею лише кількох країн. Дійсно вдалих зразків за роки існування зброї цього типу було створено не так вже й багато. Досі чи не найпоширенішими в світі зразками є американський Browning M2, який почав надходити в армію в 1933 році. У Радянській армії у 1939 році на озброєння були прийнятий 12,7-мм великокаліберний кулемет Дегтярьова і Г. С. Шпагіна (ДШК). Згодом був розроблений 14,5-мм великокаліберний кулемет С. В. Владимирова (КПВ).

### Відео
- (рос.)Военное дело — Крупнокалиберные пулеметы [Архівовано 17 лютого 2014 у Wayback Machine.]